# بال‌های سپید (فیلم ۱۹۲۳)
بال‌های سپید (انگلیسی: White Wings) یک فیلم کمدی صامت آمریکایی است که در سال ۱۹۲۳ منتشر شد. از بازیگران آن می‌توان به استن لورل، جیمز فینلیسون، ماروین لوبک، جرج رو و کاترین گرانت اشاره کرد.